# 駐日マダガスカル大使館
駐日マダガスカル大使館（マダガスカル語: Masoivohon'i Madagasikara eto Japana、フランス語: Ambassade de Madagascar au Japon、英語: Embassy of Madagascar in Japan）は、マダガスカルが日本の首都東京に設置している大使館である。在東京マダガスカル大使館（マダガスカル語: Masoivohon'i Madagasikara eto Tokyo、フランス語: Ambassade de Madagascar à Tokyo、英語: Embassy of Madagascar in Tokyo）とも呼ばれる。
1960年7月、日本がマダガスカルを主権国家として承認。在アメリカ合衆国マダガスカル大使館による兼轄を経て、1969年3月、東京に駐日マダガスカル大使館が開設された。

## 所在地
| 日本語           | 〒106-0046 東京都港区元麻布二丁目3-23          |
| フランス語・英語 | 2-3-23, Moto-Azabu, Minato-ku, Tokyo 106-00463 |
| アクセス         | 東京メトロ日比谷線広尾駅3番出口                |

## 大使
2024年4月15日より、トゥトゥザフィ・ハリス・ヴェロニクが臨時代理大使を務めている。

## ギャラリー

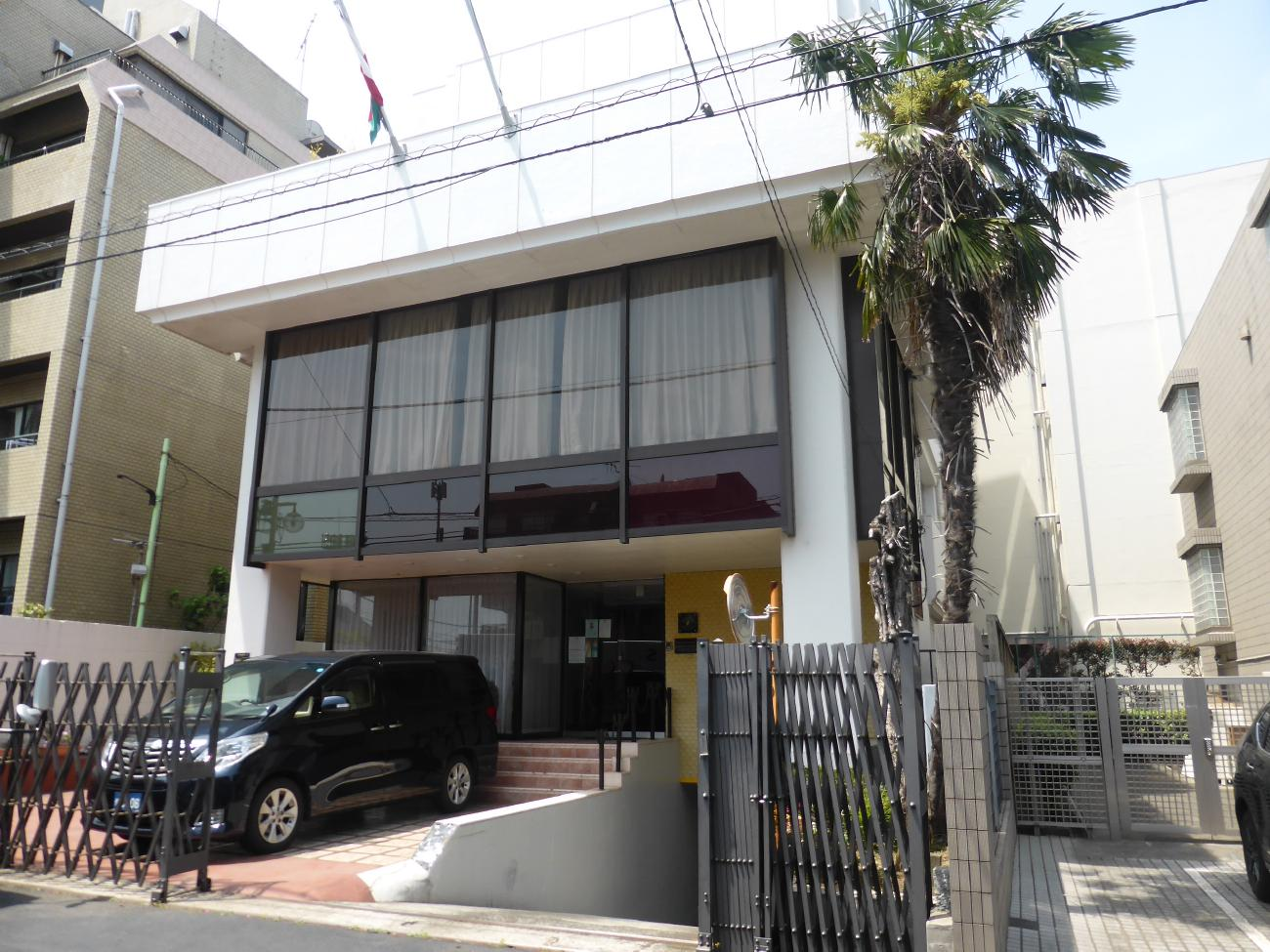
マダガスカル大使館正面玄関
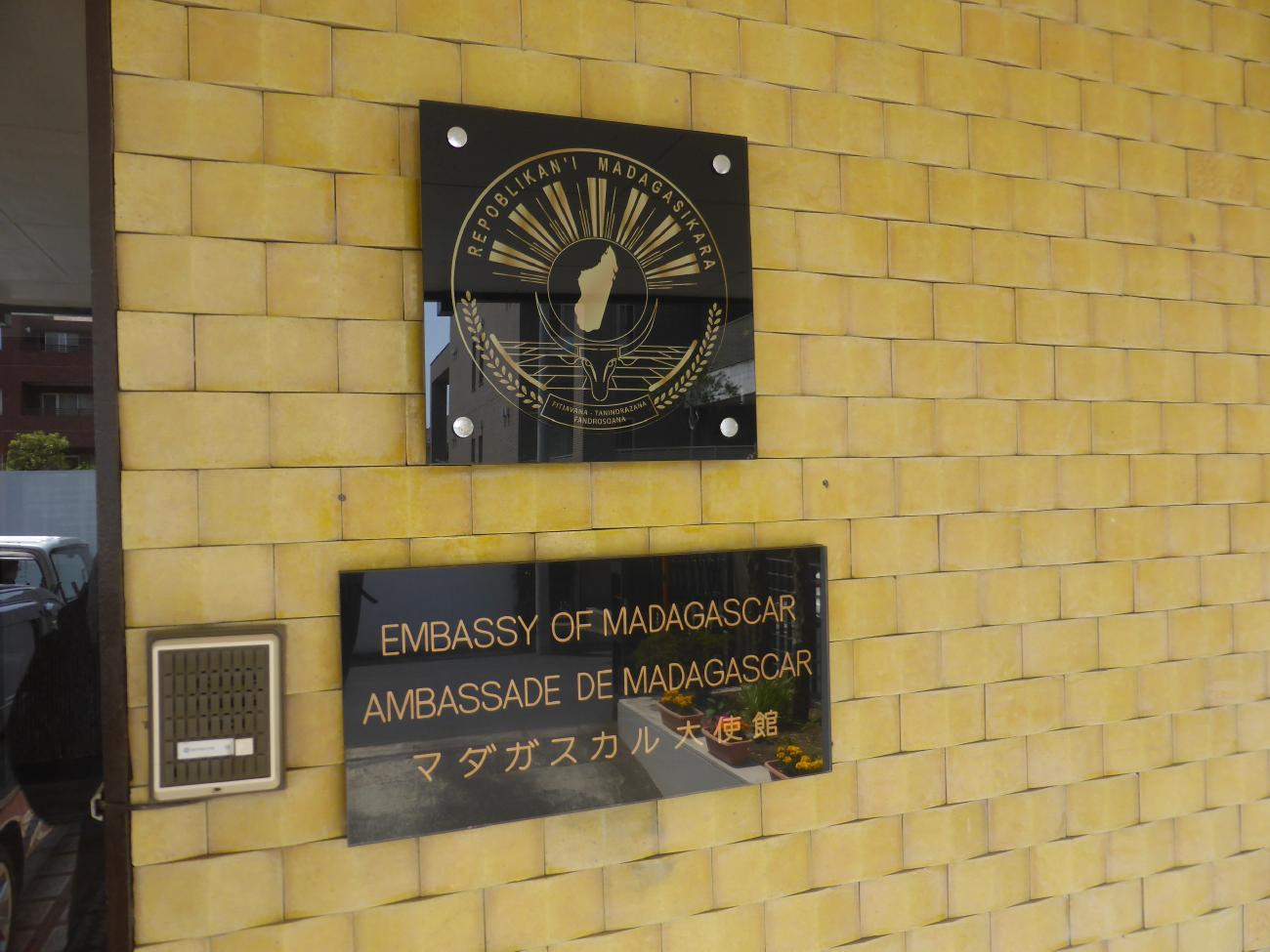
マダガスカル大使館表札